# Seconde guerre civile soudanaise
Pour les articles homonymes, voir Guerre civile soudanaise.
Ne doit pas être confondu avec Guerre civile sud-soudanaise.
Guerre civile soudanaise
La seconde guerre civile soudanaise a commencé en 1983, même si elle est plus précisément une suite de la première guerre civile soudanaise de 1955 à 1972. Elle s'est déroulée principalement dans le Soudan du Sud et fut l'une des guerres les plus longues et les plus meurtrières du XXe siècle. En effet, le bilan s'évaluait à 2 millions de morts, les rebelles séparatistes du Sud s'étant opposés au gouvernement central, et plus de 4 millions d'habitants du sud ont été forcés d'abandonner leur foyer. Le nombre de victimes civiles est l'un des plus élevés de toutes guerres, depuis la Seconde Guerre mondiale. Le conflit a officiellement pris fin avec la signature d'un accord de paix en janvier 2005.
Le conflit a été marqué par de nombreuses violations des droits de l'homme. Parmi celles-ci figurent l'esclavage et des massacres. 

## Origines et causes
Cette guerre est habituellement représentée comme un combat entre les populations du Sud, non Arabes, et celles du Nord, contrôlées par un gouvernement arabe. Les royaumes et les grandes puissances situées le long du Nil combattent les populations Soudanaises depuis des siècles. Depuis au moins le XVIIe siècle, les gouvernements centraux arabes ont essayé de réguler et d'exploiter les catholiques du Sud et du centre du Soudan.

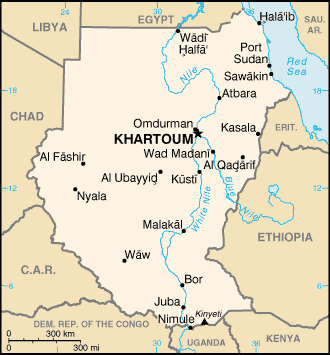
Carte du Soudan.

Durant la domination coloniale britannique du Soudan anglo-égyptien, ceux-ci administraient les provinces du nord et du sud séparément. Le Sud était considéré comme similaire aux autres colonies est-africaines — Kenya, Tanzanie, et Ouganda — alors que le nord du Soudan s'apparentait plus aux colonies arabes (Égypte). Les Arabes du nord ne pouvaient obtenir des positions de pouvoir dans le sud catholique dominé, et des barrières au commerce entre les deux régions étaient mises en place.
Cependant, en 1946, les Britanniques cèdent à la pression du nord pour réunifier les deux régions. L'arabe devint la langue administrative au sud, et les populations du nord commencèrent à y obtenir des postes de pouvoir. Les élites du sud, anglophones, ressentirent ce changement comme une mise à l'écart de leur propre gouvernement. Après la décolonisation, la plupart des pouvoirs fut donnée aux élites du nord, basées à Khartoum, causant des troubles dans le sud.
En 1955, le ressentiment des populations du sud par rapport à la domination du nord arabe musulman culmina lors d'une mutinerie des troupes du sud dans la province d'Équatoria-Central. Ces troupes se révoltaient contre le gouvernement de Khartoum car celui-ci n'avait pas tenu sa promesse faite aux britanniques de créer un système fédéral. Durant les 17 années suivantes, la région du sud se retrouva confrontée à un conflit civil, et plusieurs leaders du sud militèrent pour l'autonomie ou la sécession.
Un autre élément d'explication de la seconde guerre civile tenait en la présence de nombreuses sources de pétrole, particulièrement dans le sud. Les revenus du pétrole constituaient près de 70 % des gains du Soudan à l'exportation. Du fait des nombreux affluents du Nil et des précipitations plus importantes dans le sud du Soudan, celui-ci a un meilleur accès à l'eau, et est de ce fait bien plus fertile. Le nord du pays est situé au commencement du désert du Sahara. Le désir des populations du nord de contrôler ces ressources, et de celles du sud d'en conserver la maîtrise, contribua à la guerre. Une guerre parallèle entre les Nuer et les Dinka fait aussi rage au sud.

## Déroulement

### De la reprise de la guerre à l'accord d'Addis-Abeba de 1988

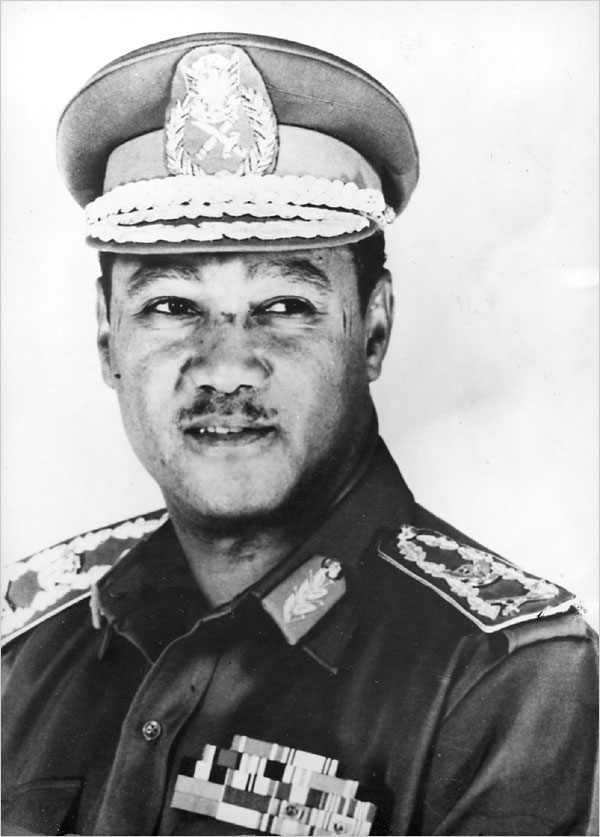
Gaafar Nimeiry, président soudanais de 1971 à 1985, en 1976

En début d'année 1983, après la découverte d'importants gisements pétroliers au sud, le général Gaafar Nimeiry au pouvoir au Soudan abroge les accords de paix d'Addis-Abeba signés en 1972 qui mettait fin à la première guerre civile soudanaise ; ce qui provoque plusieurs soulèvements dans le sud du pays. En mai, le capitaine soudanais John Garang, chrétien et dinka comme la majorité de la population sud-soudanaise, est envoyé par le gouvernement pour calmer la mutinerie d'une garnison, le bataillon 105 de 2 000 à 3 000 soldats, stationnée à Bor. 
Sur place, John Garang désobéit aux ordres du gouvernement, se rallie aux mutins, et fonde avec eux le Mouvement populaire de libération du Soudan (SPLM) et sa branche armée, l'Armée de Libération du Peuple du Soudan (SPLA). La plupart des soldats qu'il commandait dans l'armée soudanaise se rallient. Le 31 juillet, à la suite de plusieurs rencontres entre différents opposants au gouvernement, John Garang proclame le « Manifeste du Mouvement Populaire Soudanais », avec pour objectif de lutter pour l'établissement du Soudan, « uni, laïc et démocratique ». Son objectif est aussi économique, que les ressources pétrolières du sud du pays bénéficient davantage aux populations qui habitent sur ces terres. Le SPLM est d’emblée soutenu par l'Union soviétique et par le régime éthiopien de Mengistu Haile Mariam qui lui permet d'installer son quartier général à Addis-Abeba.

Drapeau de la SPLA en 1983.

Le 9 septembre Gaafar Nimeiry impose la loi islamique à l’ensemble du Soudan, enfonçant le Soudan dans la deuxième guerre civile. En février 1984 les groupes rebelles du sud attaquent les installations pétrolières de Chevron et le chantier du canal de Jonglei conduit par l’entreprise Grands travaux de Marseille, leur reprochant l'exploitation de leurs terres et de leurs ressources pour le compte du gouvernement central. Le mois suivant, Gaafar Nimeiry proclame l'état d'urgence.
Le 6 avril 1985, confronté à des contestations croissantes et à des revers militaires dans le sud du pays, Gaafar Nimeiry en visite à Washington, est renversé par un coup d'État organisé par son Ministre de la Défense, le général Swar-ed-Dahab. Ce dernier prend la présidence du Conseil militaire de transition et invite John Garang à venir à Khartoum pour prendre part au gouvernement provisoire. Mais le colonel sudiste, méfiant, refuse cette offre qui implique que les rebelles déposent les armes, évoquant une ressemblance du nouveau gouvernement militaire en place et son prédécesseur. Abdel Rahman Swar al-Dahab démissionne pourtant l'année suivante et un nouveau gouvernement, civil cette fois-ci lui succède sous la présidence d'Ahmed al-Mirghani qui nomme Sadeq al-Mahdi Premier ministre. Après une première rencontre infructueuse entre ce dernier et John Garang à Kampala, capitale de l'Ouganda le 4 décembre 1987, un accord de paix est finalement signé entre les deux hommes à Addis-Abeba le 16 novembre 1988. Entre-temps, la SPLA remporte une série de succès militaires au sud du pays. Cet accord prévoit la réunion d'une conférence constitutionnelle, un gel des lois islamiques, une levée de l'état d'urgence, et une dénonciation des pactes militaires. Mais Sadeq al-Mahdi, affaibli par une crise économique, voit son pouvoir être contesté par les islamistes, qui l'obligent à associer au gouvernement le « National Islamic Front » d'Hassan Al-Tourabi ; cela ne suffit pas à le maintenir au pouvoir.

### Coup d'État d'Omar el-Béchir et reprise du conflit

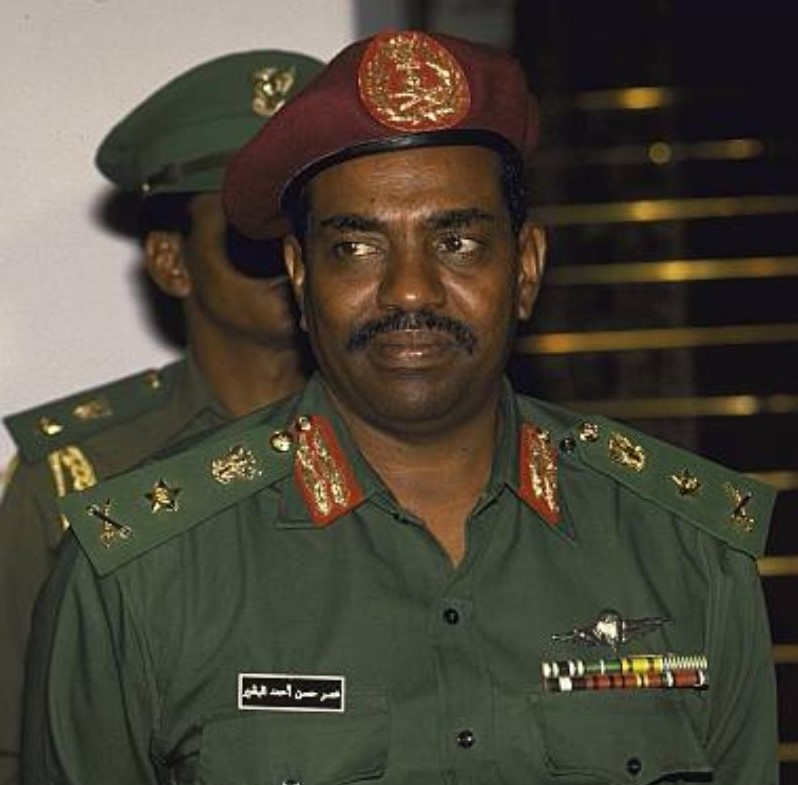
Omar el-Béchir, à la tête du Soudan de 1989 à 2019, en 1990.

Le 30 juin 1989, Sadeq el-Mahdi est à son tour renversé par un coup d'État qui ramène au pouvoir un gouvernement militaire et islamiste dirigé par Omar el-Bechir et Hassan Al-Tourabi. Une coalition politique soudanaise laïque et démocratique se forme en opposition à ce nouveau gouvernement, la « National Democratic Alliance » (NDA), rassemblant des forces sudistes comme nordistes, que la SPLA rejoint en 1990. John Garang obtient le commandement de la branche militaire de la NDA, étant donné que c'est lui qui dirige le groupe d’opposition armée le plus puissant. Mais la NDA, tout en se targuant de rassembler toutes les forces d’opposition, peine à s’affirmer sur le terrain politique.

### Décennie 1990: scission de la SPLA et changements alliances internationaux

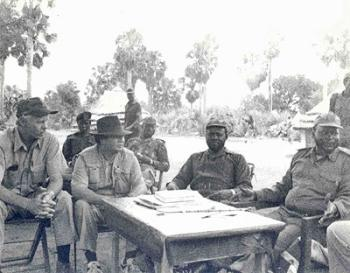
John Garang en 1989 reçoit la visite du membre du Congrès des États-Unis Gary Ackerman dans son camp entrainement au sud du Soudan

Sur le front de la guerre civile soudanaise, dans les deux années qui suivent la prise de pouvoir d'Omar el-Béchir, aucun changement significatif n’est constaté dans le rapport des forces. Mais sur la scène internationale, d'importants bouleversements impactent cette guerre. Après avoir été dans un premier temps reconnu par les États-Unis et les pays arabes du Golfe, le gouvernement d'Omar el-Béchir décide de soutenir le gouvernement irakien de Saddam Hussein lors de l'invasion du Koweït puis de la guerre du Golfe. En conséquence, ses relations se tendent avec Washington ainsi qu'avec Riyad (soutiens diplomatiques et militaires du Koweït) qui supprime une importante aide financière accordée à Khartoum. Parallèlement, le gouvernement d'Omar el-Béchir accroît sa coopération avec le régime islamique iranien devenu son allié depuis sa prise de pouvoir en 1989.
En 1991, l'appui du gouvernement soudanais aux nationalistes érythréens et tigréens leur permet de prendre le pouvoir à Asmara et à Addis-Abeba, renversant le régime éthiopien de Mengistu Haile Mariam, principal soutien étranger de la SPLA. Pendant deux ans, de 1991 à 1993, la SPLA se retrouve donc sans allié extérieur, mais tient l'essentiel de ses positions, malgré des avancées de l'armée soudanaise qui profite de ses bonnes relations avec le nouveau gouvernement éthiopien de Meles Zenawi pour passer par son territoire pour attaquer des villes sud-soudanaises frontalières. Mais les années suivantes, le régime soudanais, accusé de soutenir des mouvements fondamentalistes islamistes armés en dehors de ses frontières, se coupe peu à peu de ses voisins africains : l'Érythrée et l’Ouganda dans un premier temps qui rompent leurs relations diplomatiques avec le Soudan, puis l’Éthiopie et l’Égypte. Cette dernière reproche au gouvernement soudanais une complicité dans une tentative d'assassinat contre le président Hosni Moubarak à Addis-Abeba en juin 1995.
De son côté, John Garang est affaibli non seulement par la perte de son allié éthiopien, mais aussi en interne à la suite de la sécession, avec leurs soldats, des commandants Riak Machar et Lam Akol qui fondent leurs propres factions de la SPLA (la « SPLA-Torit » et la « SPLA-Nasir »). Cette scission dégénère même en affrontements armés entre organisations rebelles sudistes rivales, reflétant et alimentant une fracture ethnique croissante entre Dinka (ethnie de John Garang) et Nuer (celle de Riek Machar). Un facteur de tension que John Garang ne parviendra jamais à réduire, et qui mènera à la terrible guerre civile sud-soudanaise entre 2013 et 2020. Actant, à l'instar d'Omar el-Béchir, de la reconfiguration du monde après la fin de la guerre froide, le colonel sudiste se cherche de nouveaux alliés internationaux, africains, mais aussi européens et américains. Entre 1992 et 1993, John Garang effectue une tournée internationale dans plusieurs capitales, notamment Paris, Londres et Washington, où il est reçu par des responsables politiques, dont le ministre et médecin français Bernard Kouchner. Au même moment, il bénéficie indirectement de la radicalisation du gouvernement islamiste soudanais qui accueille le terroriste saoudien Oussama ben Laden à Khartoum en 1992, pour s'attirer les sympathies de l'administration américaine de Bill Clinton. Lors d'une tournée en Afrique au début de son second mandat (de 1996 à 2001), le président américain rencontre John Garang et lui fait part de son soutien. Mais dans les faits celui-ci reste limité sur le terrain en raison de divergences dans son gouvernement. Car malgré l'animosité et la méfiance que lui inspire le régime soudanais, une partie de la classe politique américaine doute de la possibilité d’une alternative au régime en place. La dislocation de la SPLA en factions rivales, voire opposées, alimente cette appréhension qu'un renversement de leur ennemi commun ne ramène pas la paix dans le pays, et ne fasse au contraire qu'aggraver la situation. Il en résulte un comportement ambivalent, motivé d'une part par la crainte d'une déstabilisation du pays en cas de chute du régime, et d'autre part par la compassion envers leurs « frères » chrétiens soudanais persécutés.
En août 1998, lors de l'opération Infinite Reach, des navires américains en mer Rouge bombardent une usine pharmaceutique au Soudan soupçonnée de produire des composants d'armes chimiques. Ces frappes limitées (quatre missiles de croisières BGM-109 Tomahawk) ne font qu'un seul mort, mais franchissent un palier symbolique, étant la première intervention armée directe des États-Unis contre le régime soudanais. Elles visent à accroître la pression américaine sur ce dernier accusé de complicité dans une série d'attentats ayant visé des ambassades américaines en Afrique deux semaines plus tôt. À la fin des années 1990, la guerre civile soudanaise semble dans l'impasse, aucun des deux camps n'ayant les moyens de ses ambitions, respectivement renverser le gouvernement d'Omar el-Béchir, et pour ce dernier, reprendre le contrôle du sud du pays. Mais l'administration américaine, engagée dans une guerre internationale contre le terrorisme et sous influence croissante des évangélistes, penche lentement, mais inexorablement, vers la rébellion sudiste.

### Tournant des années 2000: accords de paix et fin de la guerre civile
Le 11 septembre 2001, les attentats du World Trade Center à New York, dont Oussama ben Laden est accusé d'être l’instigateur, accroissent fortement la pression sur le gouvernement soudanais qui avait accueilli ce dernier entre 1992 et 1996. Quelques jours auparavant (le 6 septembre 2001), le diplomate (et prêtre épiscopalien) américain John Danforth avait été nommé « représentant spécial du président pour le Soudan » par le nouveau président américain George W. Bush . Omar el-Béchir craignant des représailles américaines, affiche sa volonté de coopérer avec Washington dans sa lutte contre le terrorisme international. En réaction, l'administration américaine se divise comme à l'époque de Bill Clinton, entre les partisans d'une ligne dure contre Khartoum, et ceux qui souhaitent au contraire en faire un nouvel allié. John Danforth, constatant que le régime comme la SPLA cherchent à se rapprocher de Washington, exige de part et d'autre une cessation des hostilités. Il réclame en outre une commission d’enquête sur l’esclavage, et des zones de sécurité pour les vaccinations. Les deux camps obtempèrent sur la majeure partie du front (bien que l'armée soudanaise mène encore des frappes aériennes), tandis qu'en janvier 2002, les chefs rebelles rivaux John Garang et Riak Machar signent un accord de paix et de réunification de leurs deux armées.

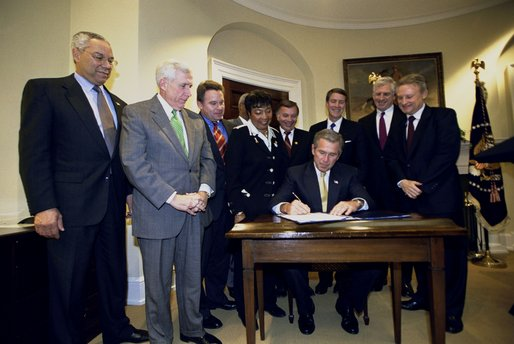
Le président américain George W. Bush signe en 2002 le « Sudan Peace Acte », avec debout à sa droite son secrétaire d'État Colin Powell et le diplomate John Danforth.

Quelques jours plus tard, des négociations s'ouvrent à Genève entre la SPLA réunifiée et le gouvernement soudanais pour conclure un cessez-le-feu. En mars 2002, John Garang se rend à Washington à l'invitation du président George W. Bush, et rencontre les conseillers de ce dernier Colin Powell et Paul Wolfowitz. Le 25 juillet 2002, Omar el-Béchir et John Garang se rencontrent pour la première fois à Kampala, la capitale ougandaise, et affirment leur détermination à faire la paix. D'autres pourparlers sont annoncés deux semaines plus tard à Nairobi, capitale du Kenya. L'année suivante, les dissidents Riak Machar et Lam Akol réintègrent officiellement la SPLA. 
La seconde guerre civile soudanaise prend officiellement fin avec les accords de paix Nord-Sud entre le gouvernement soudanais et la SPLA, signés le 9 janvier 2005 dans la ville de Naivasha au Kenya. Ces accords prévoient une nouvelle Constitution, le retrait des troupes soudanaises du Soudan du Sud et l'intégration du SPLM au gouvernement d'union nationale du Soudan. Le 8 juillet 2005, vingt-deux ans après avoir quitté la capitale soudanaise pour fonder les SPLM et sa branche armée la SPLA, John Garang y fait un retour triomphal accueilli par des centaines de milliers de personnes. Devant la foule, il déclare : « Ma présence ici, aujourd'hui, à Khartoum, signifie vraiment que la guerre est finie. ».

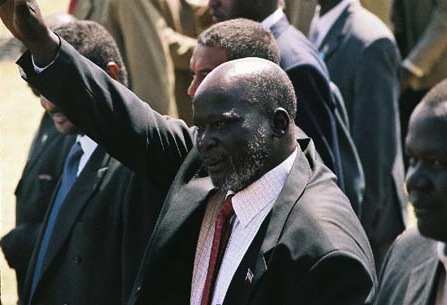
John Garang en 2005.

Le lendemain, il est investi vice-président du Soudan au palais présidentiel, en présence notamment d'une dizaine de chefs d'État africains, du secrétaire général des Nations unies, le diplomate ghanéen Kofi Annan, du secrétaire général de la Ligue arabe, le diplomate égyptien Amr Moussa, et du secrétaire d'État adjoint américain, Robert Zoellick. Devant son ancien ennemi et nouveau collaborateur le président soudanais Omar el-Béchir, il prête serment en déclarant : « Moi, John Garang de Mavior, je jure devant Dieu tout-puissant qu'en ma qualité de premier vice-président de la République du Soudan, je serai fidèle et ferai allégeance à la République du Soudan. ».
Lors de cette cérémonie, Omar al-Béchir signe la Constitution provisoire organisant la vie du pays pendant les six années à venir. Le nord du Soudan est désormais soumis au régime de la charia, tandis que le sud est administré par ses propres lois et dirigé par le SPLM. Un frontière tracée entre les deux délimite le Soudan du Sud redevenu « semi-autonome », tandis qu'à l'issue de cette période, ses habitants devront se prononcer par référendum sur leur indépendance. Mais John Garang, mort dans un accident d'hélicoptère le 30 juillet 2005, ne verra jamais les conséquences de sa victoire.

## Conséquences géopolitiques

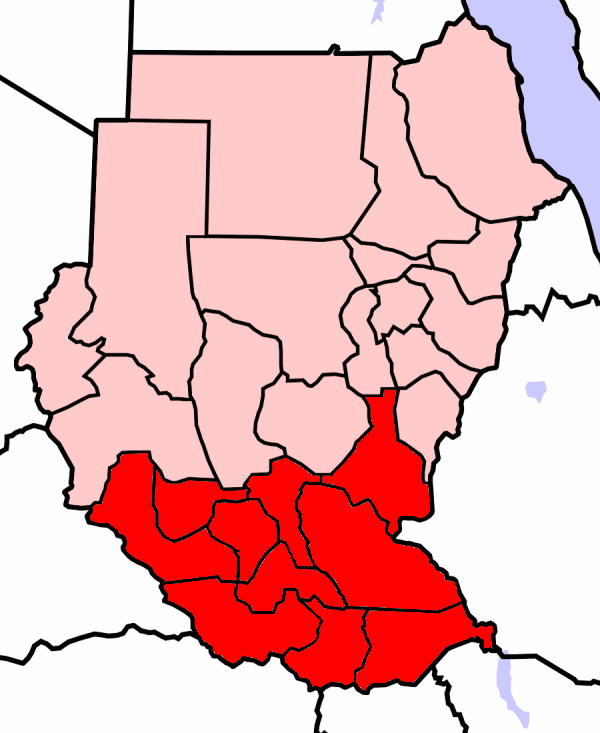
Soudan du Sud

Les succès militaires par la SPLA et les concessions obtenues de Karthoum permettent à la population du sud du Soudan de prendre part à un référendum d'indépendance du 9 au 15 janvier 2011, comme prévu dans les accords de paix de Naivasha. À la suite d'une victoire écrasante du vote indépendantiste, le Soudan du Sud fait officiellement sécession du Soudan le 9 juillet 2011.
Deux ans plus tard, les fractures ethniques déjà présentes dans la SPLA pendant la guerre civile soudanaise dégénèrent dans une nouvelle guerre civile opposant Salva Kiir et Riek Machar, qui ravage le jeune État nouvellement indépendant pendant six ans. Celle-ci se termine par des accords de paix signés à Addis-Abeba le 12 septembre 2018, puis par la réintégration de Riek Machar au gouvernement sud-soudanais au poste de vice-résident le 22 février 2020.
Mais les conséquences de la deuxième guerre civile soudanaise ne s'arrêtent pas au Soudan du Sud. Selon l'historien Gérard Prunier, une alliance informelle, mais objective se serait donc nouée au début des années 2000 entre les rébellions du sud principalement regroupées dans la SPLA, et celles du Darfour incarnées notamment par l'Armée de libération du Soudan et le Mouvement pour la justice et l'égalité. Malheureusement, la sécession du Soudan du Sud aurait laissé seules ces populations confrontées à une répression particulièrement féroce du régime soudanais à l'aide des milices extrémistes arabes « Janjawid ». Cette répression aurait conduit dans les années 2000 et 2010 à une catastrophe humanitaire de grande ampleur, qualifiée par certains observateurs de « génocide du Darfour ».

## Nettoyage ethnique
Selon certains analystes, les populations civiles noires du Sud ont été victimes d'une politique du pouvoir arabe de Khartoum d'inspiration raciste et totalitaire sous la forme d'une guerre d'extermination. Selon un certain nombre d’observateurs kényans, un racisme systématique est à l'origine des violences et la cause profonde de la volonté arabe d’élimination systématique des Noirs au Darfour.

## Esclavage
L'esclavage est toujours pratiqué au Soudan. L'esclavage est utilisé par le gouvernement du Soudan comme un outil de guerre mais pas uniquement. Les esclavagistes arabes choisissent leurs victimes en fonction de leur race, de leur ethnie et de leur religion et considèrent les Noirs du Sud comme des infidèles inférieurs,.

## Conséquences sociales
La guerre civile a déplacé plus de 4 millions de personnes (populations du sud). Certains fuirent vers les villes plus au sud, telles que Djouba; d'autres marchèrent vers le nord, jusqu'à Khartoum voire jusqu'à l'Éthiopie, le Kenya, l'Ouganda, l'Égypte, et d'autres pays voisins. Les réfugiés parviennent parfois jusqu'en Europe comme l'illustre le témoignage de Naomi Baki. Ces personnes n'étaient pas capable de cultiver de la nourriture ou de gagner de l'argent pour se nourrir, et la malnutrition et la famine se répandirent (voir aussi Famine de 1998 au Soudan). On estime à 500 000 le nombre de Soudanais ayant fui le Soudan.
Le manque d'investissements dans le sud résultait aussi de ce que les organisations humanitaires appellent une « génération perdue » qui n'ont pas accès à l'éducation ou aux services de soins de base, et pas de perspective d'emploi dans les petites et faibles économies du nord et du sud.

## Conséquences politiques
L'accord de paix Nord-Sud qui permit la fin de la guerre en 2005, s'est réalisé en parallèle alors que le conflit au Darfour éclatait.
Un référendum sur l'indépendance du Soudan du Sud a eu lieu le 9 janvier 2011. L'indépendance du Soudan du Sud n'a pas empêché le maintien du conflit dans les zones sudistes encore situées au Soudan.